# Грајц
Грајц (њем. Greiz) град је у њемачкој савезној држави Тирингија. Једно је од 61 општинског средишта округа Грајц. Према процјени из 2010. у граду је живјело 22.548 становника. Посједује регионалну шифру (AGS) 16076022.

## Географски и демографски подаци
Грајц се налази у савезној држави Тирингија у округу Грајц. Град се налази на надморској висини од 265 метара. Површина општине износи 53,9 km². У самом граду је, према процјени из 2010. године, живјело 22.548 становника. Просјечна густина становништва износи 418 становника/km².

## Међународна сарадња
| Мјесто     | Држава    | Врста сарадње | Од    |
| ---------- | --------- | ------------- | ----- |
| Сен Кентен | Француска | контакт       | 2000. |
| Рокицани   | Чешка     |               | 2000. |
| Извор      |           |               |       |